# Tamara Csipes
Tamara Csipes (n. 24 august 1989, Budapesta, Republica Populară Ungară) este o canoistă ce a reprezentat Ungaria, medaliată olimpică. A participat la 3 ediții ale Jocurilor Olimpice (2016, 2020, 2024) în care a câștigat o medalie de argint.